# Bolesław Roja

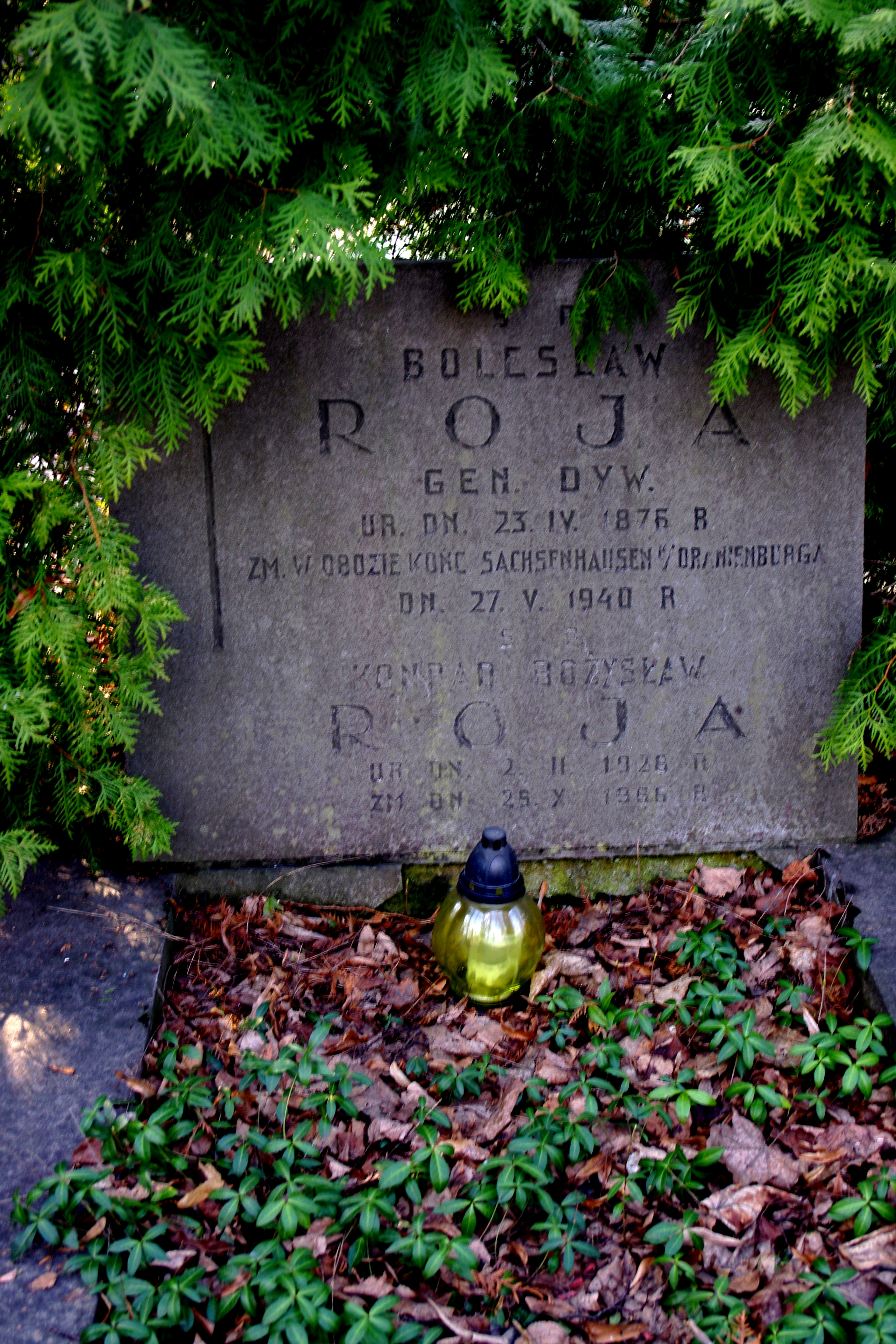
Grób gen. Bolesława Roi i jego syna Konrada Bożysława na Wojskowych Powązkach w Warszawie

Bolesław Wincenty Roja (ur. 4 kwietnia 1876 w Bryńcach Zagórnych, zm. 27 maja 1940 w Sachsenhausen) – generał dywizji Wojska Polskiego, poseł na Sejm RP II kadencji, działacz niepodległościowy, kawaler Orderu Virtuti Militari.

## Życiorys
Urodził się 4 kwietnia 1876 w Bryńcach Zagórnych, w ówczesnym powiecie bóbreckim Królestwa Galicji i Lodomerii, w rodzinie Józefa, rolnika–leśnika, i Marii z Trzcińskich. Był przyrodnim bratem Wacława Mikołaja (ur. 1871), działacza niepodległościowego.
Działał w tajnym ruchu niepodległościowym na obszarze Galicji. Uczęszczał do gimnazjum we Lwowie, maturę zdał w Gimnazjum św. Anny w Krakowie. W latach 1895–1898 uczył się w Szkole Kadetów Piechoty w Wiedniu. Mianowany w 1899 podporucznikiem, służył w 36 pułku piechoty Obrony Krajowej Kołomyja. Ze względu na zły stan zdrowia w 1905 został przeniesiony do rezerwy. Współpracował z wywiadem austro-węgierskim. Pracował jako urzędnik kancelaryjny w Krakowie, a także studiował prawo i medycynę na Uniwersytecie Jagiellońskim.
Po wybuchu I wojny światowej został członkiem Towarzystwa Gimnastycznego „Sokół”, dla którego prowadził szkolenia bojowe Polowych Drużyn Sokolich. Rozpoczął także służbę w Legionach Polskich, w których był bliskim współpracownikiem Józefa Piłsudskiego. Po bitwie pod Jastkowem w 1915, w której Roja był dowódcą 4 pułku piechoty, doszło jednak między nimi do ostrej wymiany zdań. Piłsudski ocenił, że działania ppłka Roji cechowała zbytnia brawura. Z kolei Roja zarzucał Piłsudskiemu i dowódcy walczącego na jego prawym skrzydle 7 pułku piechoty mjr. Mieczysławowi Ryś-Trojanowskiemu opieszałość w ataku, co powodowało, że kompanie „czwartaków” narażone były na flankowy ogień wojsk rosyjskich.
Po kryzysie przysięgowym Roja odszedł z Legionów do wojska austriackiego. Po kilkumiesięcznym pobycie w Grazu wrócił do Krakowa, gdzie brał udział w działaniach niepodległościowych. 1 listopada 1918 z rozkazu Polskiej Komisji Likwidacyjnej objął Komendę Wojskową na obszarze Galicji od polnego zbrojmistrza Siegmunda von Benigni in Müldenberg. Dekretem z 1 listopada 1918 Rada Regencyjna Królestwa Polskiego postanowiła „w uznaniu patriotycznego, dzielnego i odpowiadającego wojskowym interesom polskim zachowania się mianować brygadiera Roję Bolesława generałem brygady Wojsk Polskich i dowódcą brygady w Krakowie”. Stopień ten zatwierdził w krótkim czasie Naczelny Wódz PSZ – Piłsudski.
Od stycznia do sierpnia 1919 dowodził 2 Dywizją Piechoty Legionów oraz grupą operacyjną na Froncie Litewsko-Białoruskim. 8 sierpnia 1919 dokonał zajęcia Mińska Litewskiego. W sierpniu 1919 przeszedł na stanowisko dowódcy Okręgu Generalnego „Kielce”, a w marcu 1920 dowódcy Okręgu Generalnego „Pomorze”, gdzie powołał najpierw Radę Pomorską (towarzystwo mające na celu ochronę polskości Pomorza Gdańskiego), a następnie Straż (gwardię obywatelską), przekształconą rozporządzeniem Naczelnika Państwa 19 lipca 1920 w Zachodnią Straż Obywatelską, do której zgłosiło się 10 tys. osób. 21 kwietnia 1920 został zatwierdzony z dniem 1 kwietnia 1920 w stopniu generała porucznika, w grupie oficerów byłych Legionów Polskich.
1 stycznia 1920 Józef Piłsudski, jako Naczelny Wódz, mianował go członkiem Kapituły tymczasowej orderu „Virtuti Militari” i nadał mu Krzyż Srebrny tego orderu.
W sierpniu 1920 Roja dowodził przez krótki czas grupą operacyjną (tzw. nadnarwiańską) na Froncie Północnym (2–6 sierpnia), a następnie 2 Armią. W początku sierpnia 1920 zaproponował zamknięcie się w Ostrołęce w celu urządzenia tam Rosjanom Zbaraża, krytykując w meldunkach Sztab Generalny za stawianie mu zadań niemożliwych do wykonania. W późniejszym okresie sceptycznie odnosił się do szans zwycięstwa Polski w wojnie z bolszewikami, miał własne wizje polityczne i wojskowe, i z tego powodu nazywany był czerwonym generałem (w swoich odezwach do żołnierzy OG „Pomorze” oskarżał Rosjan o sprzeniewierzenie się idei komunistycznej). W lipcu 1920 podejrzewano go o zamiar ogłoszenia niepodległości Pomorza, gdyby wojna zakończyła się niepowodzeniem, a reszta kraju dostałaby się pod kontrolę bolszewików, a w początku sierpnia 1920 zaproponował W. Witosowi usunięcie Piłsudskiego jako wojskowego ignoranta, ogłoszenie powstania opartego na hasłach bolszewickich rządu ludowo-robotniczego z Witosem jako premierem i Roją jako dowódcą sił zbrojnych. Witos oferty tej nie przyjął, natomiast o sprawie poinformował przełożonych generała. W efekcie, ze względu na politykowanie i sianie defetyzmu, Roja jeszcze w sierpniu 1920 został zdjęty przez Piłsudskiego z dowództwa.
20 września 1920 „na własną prośbę zwolniony został z dowództwa Grupy Pomorskiej i przeniesiony do Rezerwy Armii”. 13 lipca 1922 w Departamencie VIII Sanitarnym Ministerstwa Spraw Wojskowych komisje rewizyjna i superrewizyjna uznały go za inwalidę wojennego i orzekły, że „cierpienie spowodowane służbą wojskową wynosi obecnie 50% utraty zdolności do pracy”. 4 września 1922 dekret z 20 września 1920 został anulowany w części dotyczącej przeniesienia generała do Rezerwy armii na własną prośbę. Z dniem 1 października 1922 został przeniesiony w stan spoczynku z prawem noszenia munduru, w drodze superrewizji. 26 października 1923 prezydent RP Stanisław Wojciechowski zatwierdził go w stopniu generała dywizji. Później został zweryfikowany w tym stopniu ze starszeństwem z dniem 1 czerwca 1919.
W późniejszym okresie odnosił się krytycznie do rządów Piłsudskiego i sanacji. W 1928 został wybrany do Sejmu RP z ramienia radykalnej partii ludowej – Stronnictwa Chłopskiego i pełnił funkcję wiceprzewodniczącego parlamentarnej Komisji Wojskowej. W grudniu 1929 złożył mandat poselski. W sierpniu 1930 skrytykował Piłsudskiego w liście otwartym, wystosowanym z okazji zjazdu legionistów – list ów został skonfiskowany przez cenzurę. Próba wystąpienia na jednym z kolejnych zjazdów legionistów w 1937 w Krakowie zakończyła się internowaniem generała na oddziale psychiatrycznym szpitala wojskowego na polecenie ministra spraw wojskowych gen. Tadeusza Kasprzyckiego. Po zjednoczeniu ruchu ludowego w 1931 sprzyjał Stronnictwu Ludowemu, nie wstąpił jednak do tej partii. W czasie Nadzwyczajnego Kongresu Stronnictwa Ludowego mającego miejsce w 1937 w Warszawie, sygnalizował niesprawiedliwość społeczną dotykająca chłopów, mówiąc między innymi: chłopi, walcząc w legionach o niepodległość, walczyli zarazem o sprawiedliwość społeczną i jej nie otrzymali (...). Ja sam, dziś, jako żołnierz, chciałbym jechać i przywieść do kraju Witosa, aby dokonał poprawy stosunków. 4 kwietnia 1938 Komitet Krzyża i Medalu Niepodległości odrzucił wniosek o nadanie mu tego odznaczenia „z powodu ujemnej opinii”. 17 września 1938 Sąd Grodzki w Warszawie, Oddział X zawiadomił poufnie Kapitułę Orderu Virtuti Militari o wszczęciu postępowania karnego przeciwko generałowi o czyn z art. 128 kk – znieważenie słowne posterunkowego Policji Państwowej podczas pełnienia obowiązków służbowych.
W chwili wybuchu II wojny światowej chorował, później włączył się w podziemną działalność Polskiego Czerwonego Krzyża. W marcu 1940 został aresztowany przez Niemców. Więziony najpierw na Pawiaku, na początku maja tego samego roku trafił do obozu koncentracyjnego w Sachsenhausen (nr więźnia 23982), gdzie 27 maja został zamordowany. Ciało generała zostało spalone w obozowym krematorium. Według relacji najmłodszej córki generała Ewy Roi Niemcy w lecie 1940 (dwa miesiące po śmierci generała) przesłali rodzinie jego prochy wraz z „osobistymi rzeczami” (notatnik, okulary i kilka innych drobiazgów). Prochy zostały pochowane na Cmentarzu Wojskowym na Powązkach w Warszawie (kwatera A22, rząd półkole, miejsce 4).
Był żonaty z Heleną z Niedźwiedzkich. Miał sześcioro dzieci: Zofię (ur. 1908), Jana (ur. 1910), Krystynę (ur. 1913), Ewę Roja-Dziewannę, ps. „Marcela” (1917–1992), plutonową Armii Krajowej, Martę (ur. 1919) i Konrada Bożysława (1926–1966).

## Ordery i odznaczenia
- Krzyż Srebrny Orderu Wojskowego Virtuti Militari nr V[1] – 1 stycznia 1920[18]
- Krzyż Walecznych czterokrotnie[33]
- Odznaka pamiątkowa 4. Pułku Piechoty Legionów Polskich[33]
- Odznaka „Za wierną służbę”[33]
- Krzyż Zasługi Wojskowej (Austro-Węgry, 1915)[34]

## Upamiętnienie
W 1991 ustanowiono w Krakowie ulicę Generała Bolesława Roji. W 2006 w Legionowie odsłonięto pomnik Generała przy ulicy o tej samej nazwie. W 2020, z okazji 75. rocznicy wyzwolenia KL Sachsenhausen na terenie byłego obozu postawiono monument poświęcony gen. dyw. Bolesławowi Roji.
10 listopada 2021 r., w przeddzień Święta Niepodległości, bp Andrzej Kaleta poświęcił w Kielcach tablicę dedykowaną gen. Roi, upamiętniającą związanego z Kielecczyzną współtwórcę odrodzonego Wojska Polskiego oraz byłego dowódcę Okręgu Generalnego Kielce. Uroczystość odbyła się przed dawną siedzibą dowództwa 2. Dywizji Piechoty Legionów, przy ul. Kapitulnej 2 (obecnie Biuro Wystaw Artystycznych), w obecności przedstawicieli władz oraz pocztów sztandarowych z delegacjami szkół i służb mundurowych.

## Publikacje
- Legendy i fakty (1931)
- Legioniści w Karpatach w 1914–1915 roku (1933)